# Saint Lucia na Mistrzostwach Świata w Lekkoatletyce 2019
Saint Lucia na Mistrzostwach Świata w Lekkoatletyce 2019 – reprezentacja Saint Lucia podczas mistrzostw świata w Doha liczyła dwóch zawodników.

## Skład reprezentacji

### Mężczyźni
| Albert Reynolds | rzut oszczepem | 73,91 m | 29. | NQ | NQ | NQ | NQ |

### Kobiety
| Levern Spencer | skok wzwyż | 1.92 m | 13. | NQ | NQ | NQ | NQ |